# 동래구 (2000년 선거구)
부산 동래구는 대한민국의 국회의원 선거구이다. 부산광역시 동래구 일대를 관할한다. 현 지역구 국회의원은 국민의힘의 서지영이다.

## 역사
2000년 대한민국 제16대 국회의원 선거를 앞두고 동래구 갑과 동래구 을 선거구의 인구수가 하한선에 미치치 못하게 되었다. 이에 동래구 갑, 을 선거구가 통합되면서 신설되었다.

## 관할 구역
| 대수      | 관할 구역   |
| --------- | ----------- |
| 16대~현재 | 동래구 일원 |

## 역대 국회의원
| 선거   | 정당 | 정당       | 의원   |
| ------ | ---- | ---------- | ------ |
| 2000년 |      | 한나라당   | 박관용 |
| 2004년 |      | 한나라당   | 이재웅 |
| 2008년 |      | 무소속     | 이진복 |
| 2012년 |      | 새누리당   | 이진복 |
| 2016년 |      | 새누리당   | 이진복 |
| 2020년 |      | 미래통합당 | 김희곤 |
| 2024년 |      | 국민의힘   | 서지영 |

## 역대 선거 결과

### 대한민국 제16대 국회의원 선거
|  | 58.15% |

|  | 25.95% |

|  | 13.44% |

|  | 2.44% |

### 대한민국 제17대 국회의원 선거
|  | 57.27% |

|  | 36.76% |

|  | 4.76% |

|  | 1.20% |

### 대한민국 제18대 국회의원 선거
|  | 51.15% |

|  | 37.39% |

|  | 9.73% |

|  | 1.71% |

### 대한민국 제19대 국회의원 선거
|  | 53.42% |

|  | 33.10% |

|  | 8.55% |

|  | 3.10% |

|  | 1.80% |

### 대한민국 제20대 국회의원 선거
|  | 42.52% |

|  | 24.06% |

|  | 16.97% |

|  | 16.42% |

### 대한민국 제21대 국회의원 선거
|  | 51.85% |

|  | 42.78% |

|  | 2.42% |

|  | 2.23% |

|  | 0.68% |

### 대한민국 제22대 국회의원 선거
|  | 54.26% |

|  | 43.21% |

|  | 2.51% |